# Nah Dove
Nah Dove, gansko-ameriška sociologinja, * štirideseta leta 20. stoletja, Zahodna Afrika.
Deluje kot avtorica in predavateljica, strokovnjakinja za afroameriške študije. Nah Dove ima več kot 35 let izkušenj izobraževanja na področju institucionalnega razvoja skupnosti. Specializira se za razvoj otrok in mladine v mestih in podeželju v Združenem kraljestvu in ZDA ter z ozadjem zgodnjega razvoja otrok v Gani s posebnim zanimanjem za matere in ženske.

## Življenje
Nah Dove je bila rojena v 1940ih letih ganskemu očetu in angleški materi in je svoje zgodnje otroštvo preživela v Zahodni Afriki, kasneje je živela v Združenem kraljestvu.
Ko je bila stara 40 let je leta 1989 študirala na Univerzi v Severnem Londonu. Leta 1990 je dobila štipendijo za magistrski študij sociologije na Institute of Education, s poudarkom na izobraževanju temnopoltih otrok.
Svoj študij je nato nadaljevala v ZDA. Svoje raziskovanje je osredotočila na afriško kulturo, ženske in izobraževanje in leta 1993 doktorirala iz ameriških študij na State University of New York at Buffalo (SUNY Buffalo). Kasneje je tam postala docentka na oddelku za afriško ameriške študije (Department of African American Studies). Poučevala je tudi na Temple University in Penn State University v Pennsylvaniji. Nato pa je poučevala na Medgar Evers Community University v New Yorku.
V letu 2019 je začela delovati na College of Liberal Arts, Temple University v Philadelphiji, kjer deluje kot docentka na oddelku za afrikologijo in afriško ameriških študijah (Department of Africology and African American Studies).
Njena knjiga Afrikan Mothers: Bearers of Culture, Makers of Social Change je bila leta 1999 izbrana za Best Scholarly Book by the Association of Nubian Kemetic Heritage of the United States. Napisala je številne knjige, knjižne prispevke in poglavja, članke, enciklopedične vnose, vključno z Encyclopedia of African Cultural Heritage in North America, Encyclopedia of Black Studies in je prispevala k antologiji New Daughters of Africa iz leta 2019. Predava tudi na številnih konferencah in vodi tečaje na Temple University.

## Glavna dela

### Afrikan Mothers: Bearers of Culture, Makers of Social Change(1998)
Knjiga poudarja integriteto nekaterih afriških mater, ki so pod evropsko prevlado v Združenih državah Amerike in Združenem kraljestvu uporabile lastne izkušnje kot osnovo za razumevanje vpliva kulturnega vsiljevanja dominantne kulture na življenja njihovih otrok. Katerih večina se je odločila dati svoje otroke v šolsko okolje, ki bo njihove otroke izobraževalo o njihovih afriških kulturnih koreninah, z namenom da se bi njihov kulturni spomin in znanje o afriški kulturi prenašalo iz generacije v generacijo.
V knjigi so podrobno obravnavane zgodbe žensk, ki imajo afriške korenine. Ponuja tudi vpogled v zgodovinski in nenehni boj afriškega ljudstva kot kulturne entitete, ki živi podrejeno v evropsko usmerjenih družbah.

### The Afrocentric School [a blueprint](2021)
To je priročnik, ki bodočega izobraževalca, starša, študenta in bralca vodi k razumevanju afriške kulturne zgodovine z afrocentrične teoretične perspektive. Afrika je postavljena v središče afriškega doživljanja od pradavnine do danes.
Ponuja tudi nekaj idej, ki temeljijo na starodavnih afriških načelih in se nanašajo na kritično vlogo poučevanja afriških otrok, še posebno tistih starih od  3 do 15 let. V tem delu sta zajeti in predstavljeni kulturna zapuščina in dediščina Afrike, z namenom zagotavljanja ustreznega znanja za ponovno prebujanje afriškega kulturnega spomina in identitete.

### Being Human Being: Transforming the Race Discourse(2021)
Knjigo je Dove napisala skupaj z ameriškim filozofom Molefi Kete Asante. 
Being Human Being opisuje pomen izobraževanja v boju proti tistim, ki so pristaši rasizma. Predstavljata koncept večkulturne, pluralistične družbe, ki bi se lahko uresničila z učinkovitim izobraževanjem množic. 
Avtorja nakazujeta, da človeštvo ovira njegova neenotnost in da lahko le povezana multikulturna družba, doseže svoj največji potencial. Z nizom primerov, ilustracij in teoretičnih modelov knjiga dokazuje, da je edina rasa človeška rasa.